# Girl with a Pearl Earring
Girl with a Pearl Earring (traducida como La joven de la perla en España, y La joven con el arete de perla en Hispanoamérica) es la adaptación cinematográfica de la obra homónima de la escritora Tracy Chevalier. La película gira en torno al cuadro Muchacha con turbante -también conocido como La Mona Lisa del Norte- de Johannes Vermeer, uno de los pintores más importantes de la época de oro holandesa. La puesta en escena intenta reflejar un universo pictórico de tonalidades y perspectivas sobre el fondo.

## Trama
Griet (Scarlett Johansson) es una chica tímida que vive en la República Holandesa en 1665. Su padre, un pintor de Delft, se ha quedado ciego recientemente, haciéndolo incapaz de trabajar y poniendo a su familia en una situación financiera precaria. Para ayudar en los asuntos, Griet es enviada a trabajar como una sirvienta en la casa del famoso pintor Johannes Vermeer (Colin Firth). Griet trabaja duro, casi sin hablar, en la posición más baja en una jerarquía áspera, haciendo su mejor esfuerzo, a pesar del tratamiento rencoroso por uno de los niños de Vermeer. Mientras que Griet está en un viaje de compras de rutina, fuera de la casa, el hijo de un carnicero, Pieter (Cillian Murphy), conoce a Griet y se enamora de ella, a pesar de que tarda en devolver su afecto.
Mientras Griet limpia el estudio de Vermeer, al cual su esposa Catharina (Essie Davis) nunca entra, el pintor comienza a conversar con ella, animada por su aprecio a la pintura, la luz y el color. Vermeer da sus lecciones de mezclar pinturas y otras tareas, teniendo cuidado de mantener este secreto a su esposa, que reaccionaría con cólera y celos si descubría que su marido estaba pasando tiempo con Griet. En cambio, la pragmática suegra de Vermeer, Maria Thins (Judy Parfitt), ve a Griet como útil para la carrera de Vermeer.
El rico patrón de Vermeer, Van Ruijven (Tom Wilkinson), advierte a Griet en una visita a la casa de Vermeer y le pregunta al pintor si va a entregarla a trabajar en su propia casa, una situación que arruinó a una chica anterior. Vermeer se niega, pero acepta una comisión para pintar un retrato de Griet para Van Ruijven.
Como Vermeer secretamente trabaja en la pintura epónima, Catharina no puede dejar de notar que algo está mal y sus celos, cada vez mayor hacia Griet, se hacen evidentes. Mientras Griet se ocupa de su creciente fascinación por Vermeer y su talento, tiene que defenderse del intento de Van Ruijven de violarla. Poco después, la madre de Catharina emplaza a Griet, le entrega los aretes de perla de su hija y le ordena que termine la pintura, mientras Catharina se aleja. En la última sesión de pintura Vermeer perfora el lóbulo de la oreja de Griet, para que pueda usar uno de los pendientes de perlas para el retrato. Entonces ella corre a Pieter para ser consolada. Se acarician y hacen el amor en un granero. Después, Pieter propone matrimonio, pero sacude la cabeza y se va. A continuación, devuelve los pendientes a la madre de Catharina.
Catharina descubre que Griet usó sus aretes, acusa a su madre de complicidad, y exige que Vermeer le muestre la pintura de Griet. Catharina con el corazón destrozado debido a que Vermeer no la considera digna de ser pintada ella "no lo entiende", Catharina intenta, pero no destruye la pintura, y luego destierra a Griet de la casa para siempre. Vermeer no se opone, y Griet sale de la casa en estado de shock. Más  tarde, Griet es visitada por la cocinera de la casa, quien viene con un regalo: un paquete sellado que contiene el pañuelo azul que llevaba en la pintura, con los pendientes de perla de Catharina envueltos en él.

## Reparto
- Colin Firth - Johannes Vermeer
- Scarlett Johansson - Griet
- Tom Wilkinson - Van Ruijven
- Judy Parfitt - Maria Thins
- Cillian Murphy - Pieter
- Essie Davis - Catharina
- Joanna Scanlan - Tanneke
- Alakina Mann - Cornelia
- Chris McHallem - Padre de Griet
- Gabrielle Reidy - Madre de Griet
- Anna Popplewell - Maertge

## Premios
La joven de la perla ha participado en diferentes festivales, acumulando un total de 34 nominaciones, de las que ha obtenido 6 galardones: 
- COFCA a la Mejor Fotografía.
- EFA a la Mejor Fotografía.
- LAFCA a la Mejor Fotografía.
- Eagle a la Mejor Película Europea.
- SDFCS a la Mejor Fotografía.
- Sant Jordi de RNE a la Mejor Actriz Extranjera.

| Oscar                     | Persona                 | Resultado |
| ------------------------- | ----------------------- | --------- |
| Mejor Dirección de Arte   | Mejor Dirección de Arte | Nominada  |
| Mejor Fotografía          | Eduardo Serra           | Nominado  |
| Mejor Diseño de Vestuario | Dien van Straalen       | Nominado  |

| Globos de Oro        | Persona            | Resultado |
| -------------------- | ------------------ | --------- |
| Mejor Banda Sonora   | Alexadre Desplat   | Nominado  |
| Mejor Actriz - Drama | Scarlett Johansson | Nominado  |

| Premios BAFTA                 | Persona            | Resultado |
| ----------------------------- | ------------------ | --------- |
| Mejor Fotografía              | Eduardo Serra      | Nominado  |
| Mejor Diseño de Vestuario     | Dien van Straalen  | Nominado  |
| Mejor Maquillaje y Peluquería | Jenny Shircore     | Nominada  |
| Mejor Actriz                  | Scarlett Johansson | Nominada  |
| Mejor Actriz de Reparto       | Judy Parfitt       | Nominada  |
| Mejor Diseño de Producción    | Ben van Os         | Nominado  |
| Mejor Guion Adaptado          | Olivia Hetreed     | Nominado  |

## Banda sonora
La banda sonora fue lanzada en 2004 y fue compuesta por Alexandre Desplat y la música  se caracteriza por su delicadeza y sutileza, reflejando a la perfección la atmósfera y el ambiente pictórico del siglo XVII en el que se desarrolla la historia. Utilizando instrumentos de época y una orquestación meticulosa, Desplat crea una partitura elegante y evocadora que complementa a la perfección el dramatismo y la belleza visual de la película.

## Reacción crítica
- "Todos los adjetivos se quedan cortos a la hora de definir la perfección fotográfica, la exactitud de la ambientación o la minuciosidad de los vestidos y los objetos que componen las imágenes de 'La joven de la perla' (...) Sin duda, lo más destacable de la película es el indescriptible placer estético que produce su contemplación" (Alberto Bermejo: Diario El Mundo)[cita requerida]

- "Es una película realizada con conocimiento, intuición, celo, imaginación y sobre todo ambientación. (...) Es bonita, cruel y triste, está dirigida con talento y responsabilidad, con sensualidad y psicologismo del bueno" (Carlos Boyero: Diario El Mundo).[cita requerida]